# Kaplica Najświętszego Serca Jezusa w Jaszczurówce
Kaplica pw. Najświętszego Serca Pana Jezusa w Jaszczurówce – kościół filialny parafii rzymskokatolickiej w Toporowej Cyrhli - została zaprojektowana przez Stanisława Witkiewicza. Budowę rozpoczęto w 1904, poświęcenia dokonano w 1907.

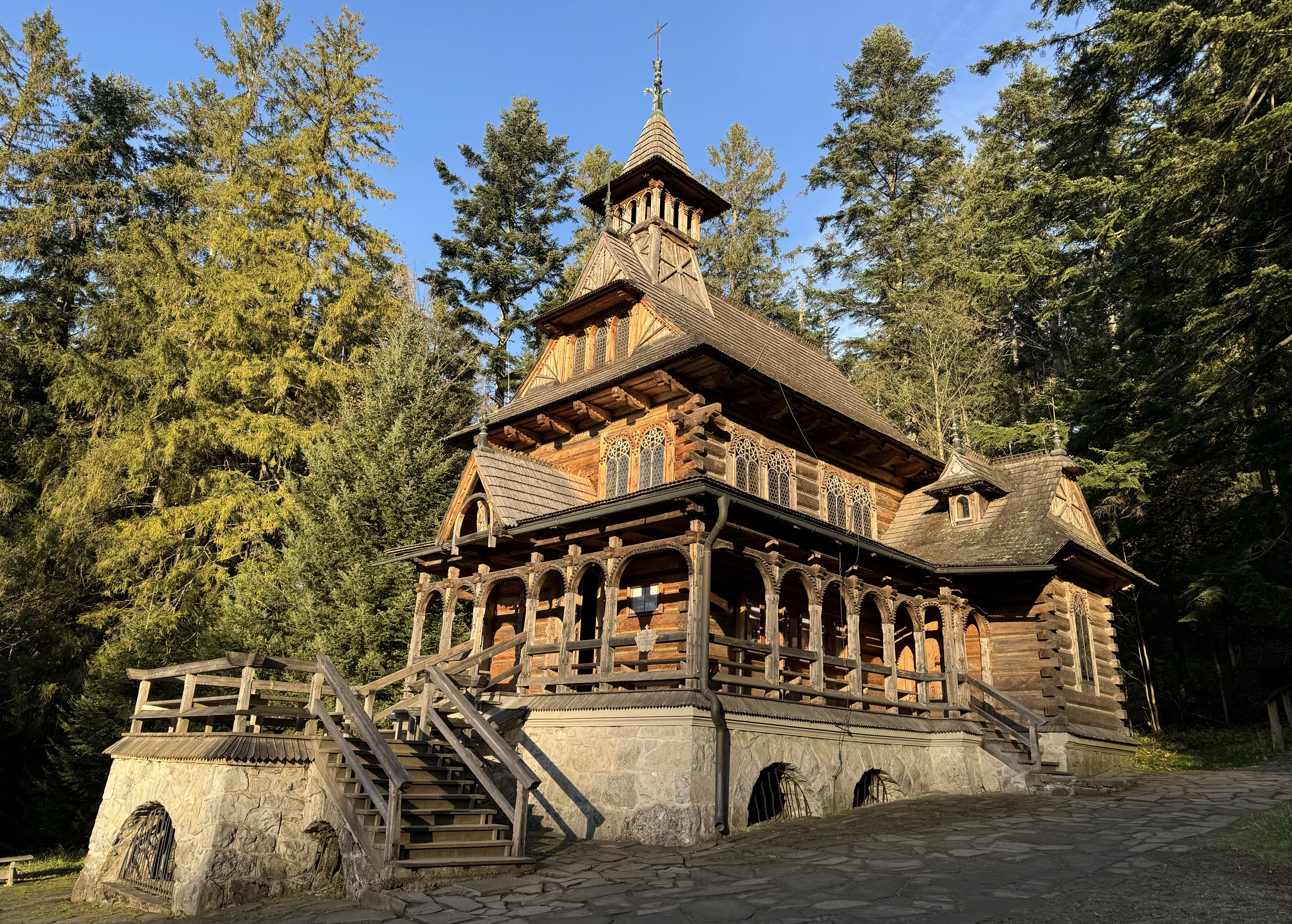
kaplica w Jaszczurówce

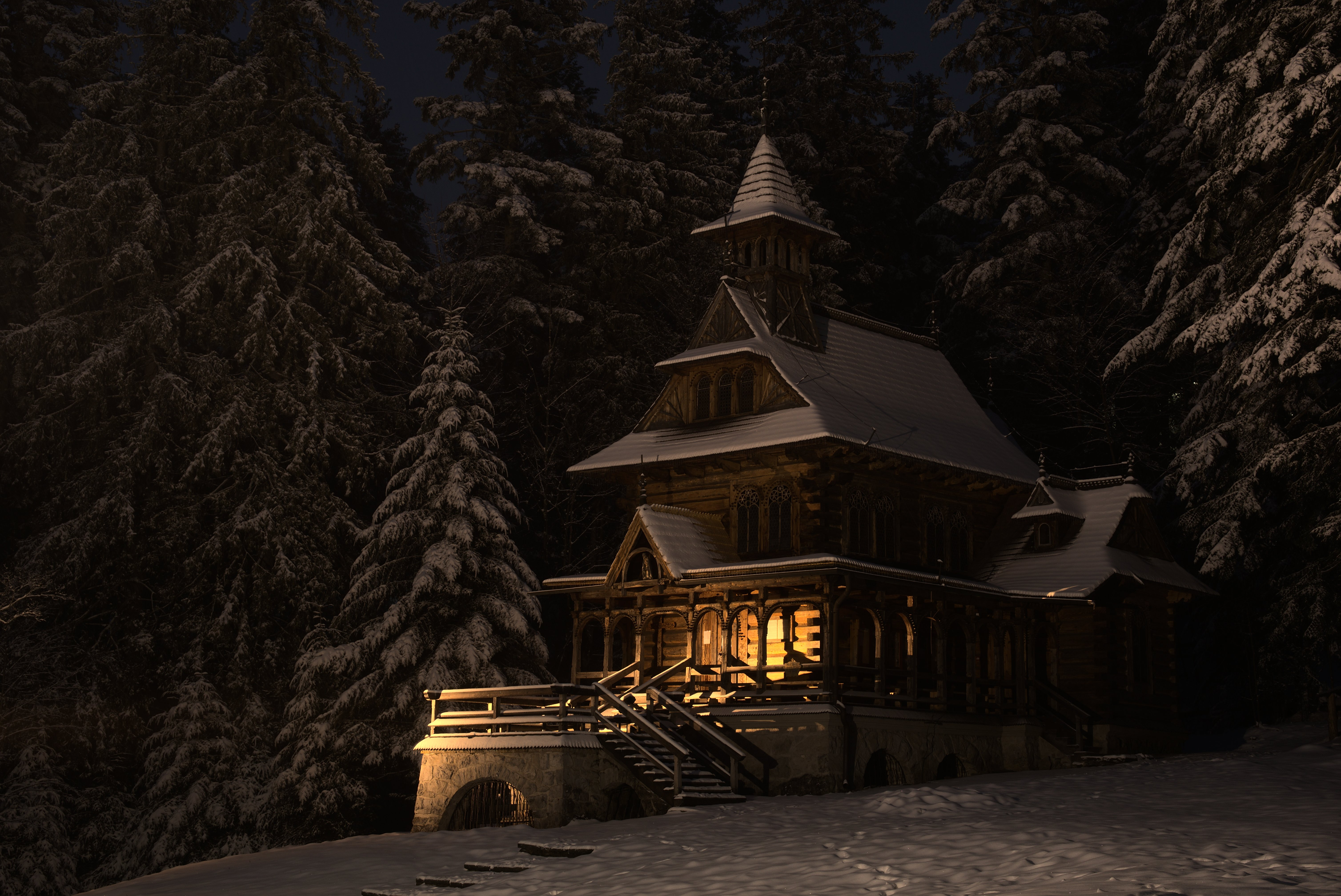
kaplica w Jaszczurówce zimą

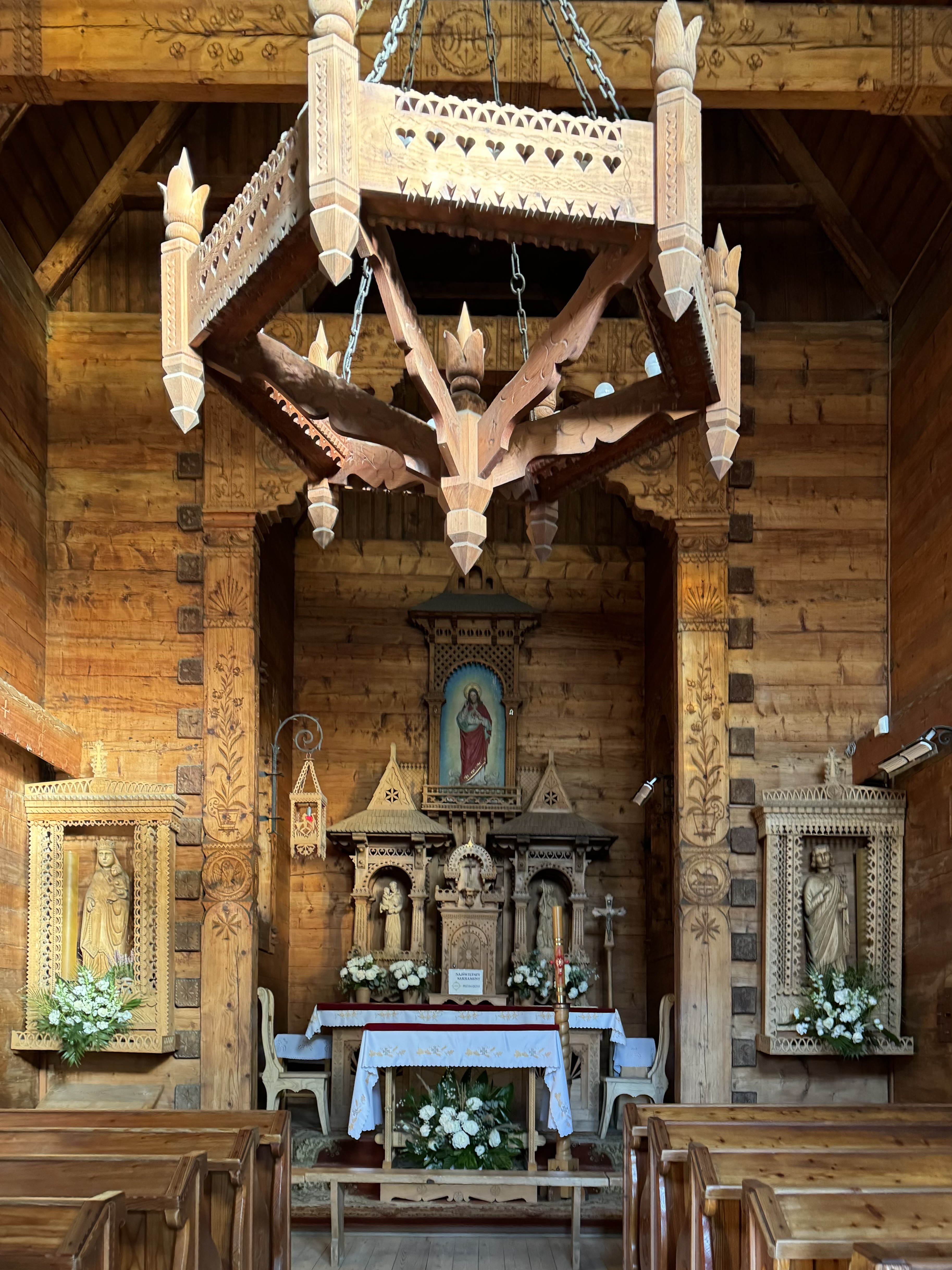
wnętrze kaplicy

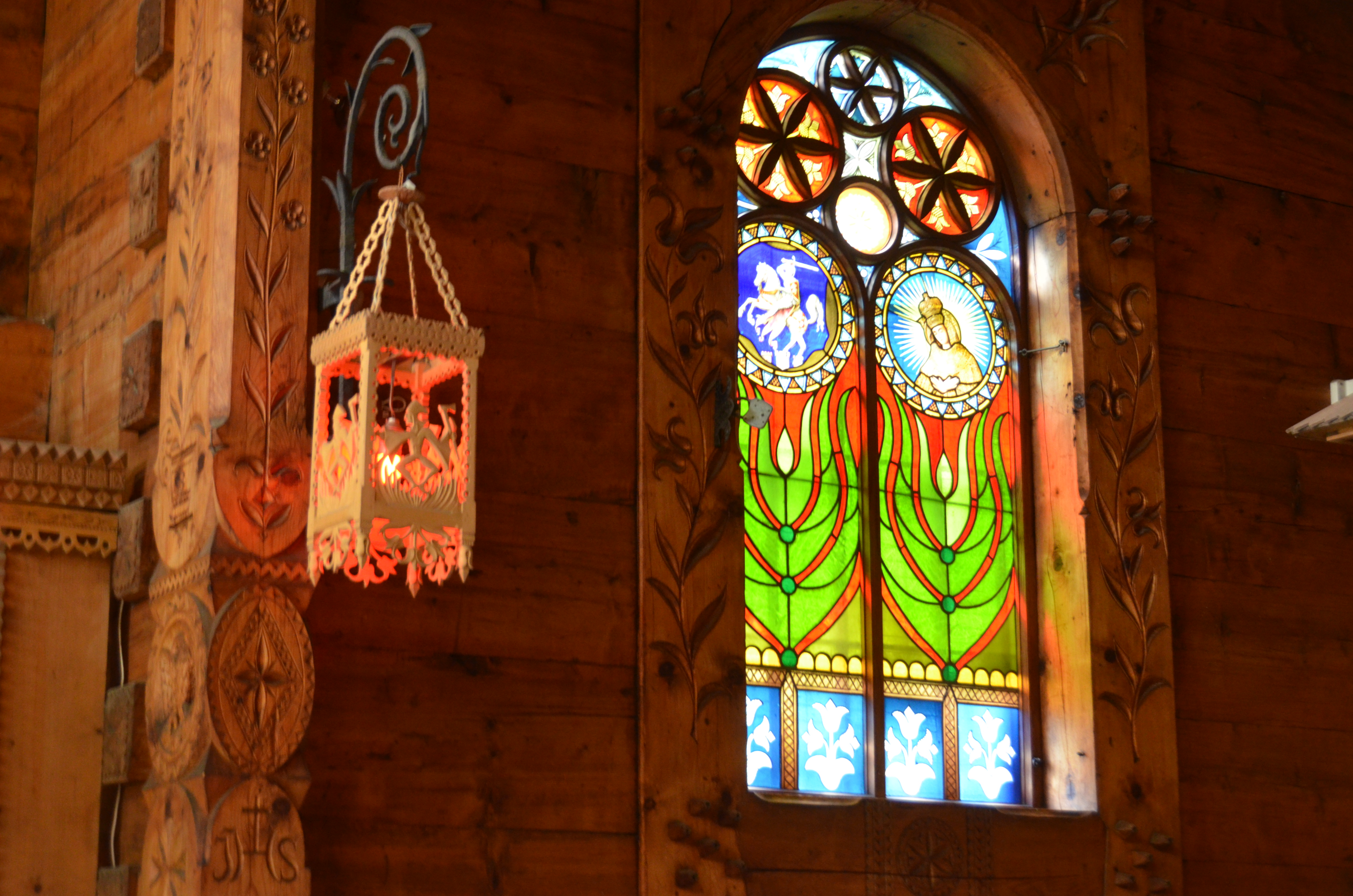
witraż w kaplicy

Początkowo kaplica nie miała stałego opiekuna ze strony administracji kościelnej. Przynależała do parafii Poronin i była obsługiwana przez księży wypoczywający w Tatrach. W latach 1948–1955 znajdowała się pod kuratelą zgromadzenia marianów i salezjanów oraz kapelana sióstr urszulanek z Borów. W 1955 Kuria Metropolitalna w Krakowie powierzyła pieczę nad kaplicą misjonarzom z Olczy, a następnie w 1983 księżom marianom z Toporowej Cyrli. Formalnym właścicielem obiektu, który jest usytuowany na terenie, stanowiącym jego własność jest Tatrzański Park Narodowy.
Obiekt jest typowym przykładem stylu zakopiańskiego. Posiada widoczną konstrukcję zrębową, opiera się na wysokiej, kamiennej podmurówce w kształcie arkadowych podcieni. Na dachu krytym gontem umieszczono niewielką wieżyczkę z dzwonem. Wnętrze składa się z prostokątnie zamkniętego prezbiterium oraz jednej nawy. Drewniany ołtarz główny jest stylizowany na góralską chatę. Ołtarze boczne, również wykonane z drewna, pochodzą z lat 50. XX wieku. Całość zdobią witraże zaprojektowane przez Stefana Matejkę, które przedstawiają Matkę Bożą Częstochowską i Ostrobramską oraz herby Polski i Litwy.
W latach 1963 i 1971 częściowo wyremontowano podcienie, w 1975 naprawiono schody i wymieniono część pokrycia gontowego dachu. Kaplica jednak niszczała coraz bardziej. Po decyzji ówczesnego wojewódzkiego konserwatora zabytków z Nowego Sącza, w 1977 rozpoczął się pierwszy większy remont kaplicy, który trwał do 1981. Obejmował prace od wzmocnienia popękanej podmurówki po remont wieżyczki i wzmocnienie mocowania żelaznych krzyży na dachu. Wymieniono zagrzybione fragmenty ścian i słupów galerii. Wydzielono dodatkowe pomieszczenie nad zakrystią, wstawiono kute żelazne kraty w arkadach kamiennej podmurówki, oczyszczono elewacje i zamontowano instalację odgromową. W uratowaniu kaplicy zasłużył się zwłaszcza ks. Jan Kowalik, proboszcz z Olczy.
W 1984 studenci architektury Politechniki Krakowskiej wykonali inwentaryzację kaplicy, w 1995 TPN sfinansował założenie alarmowej instalacji przeciwpożarowej, w 2003 zainstalowano ogrzewanie promiennikowe.
W latach 2019–2022 w kaplicy raz w miesiącu celebrowano nabożeństwa prawosławne.
Kaplica znajduje się na małopolskim Szlaku Architektury Drewnianej.